# Walthall
Walthall è un comune (village) degli Stati Uniti d'America, capoluogo della contea di Webster, nello Stato del Mississippi.